# 韋利河
61°05′11″N 42°08′41″E / 61.08639°N 42.14472°E

韋利河是俄羅斯的河流，由阿爾漢格爾斯克州負責管轄，屬於瓦加河的左支流，河道全長223公里，流域面積約5,390平方公里，在1990年代前被用作浮運木材。